# استقلالية الطاقة
يُشير مصطلح استقلالية الطاقة (بالإنجليزية: Energy independence) إلى الاستقلال أو الاكتفاء الذاتي فيما يتعلق بموارد الطاقة وإمدادات الطاقة و/ أو توليد الطاقة من صناعة الطاقة.

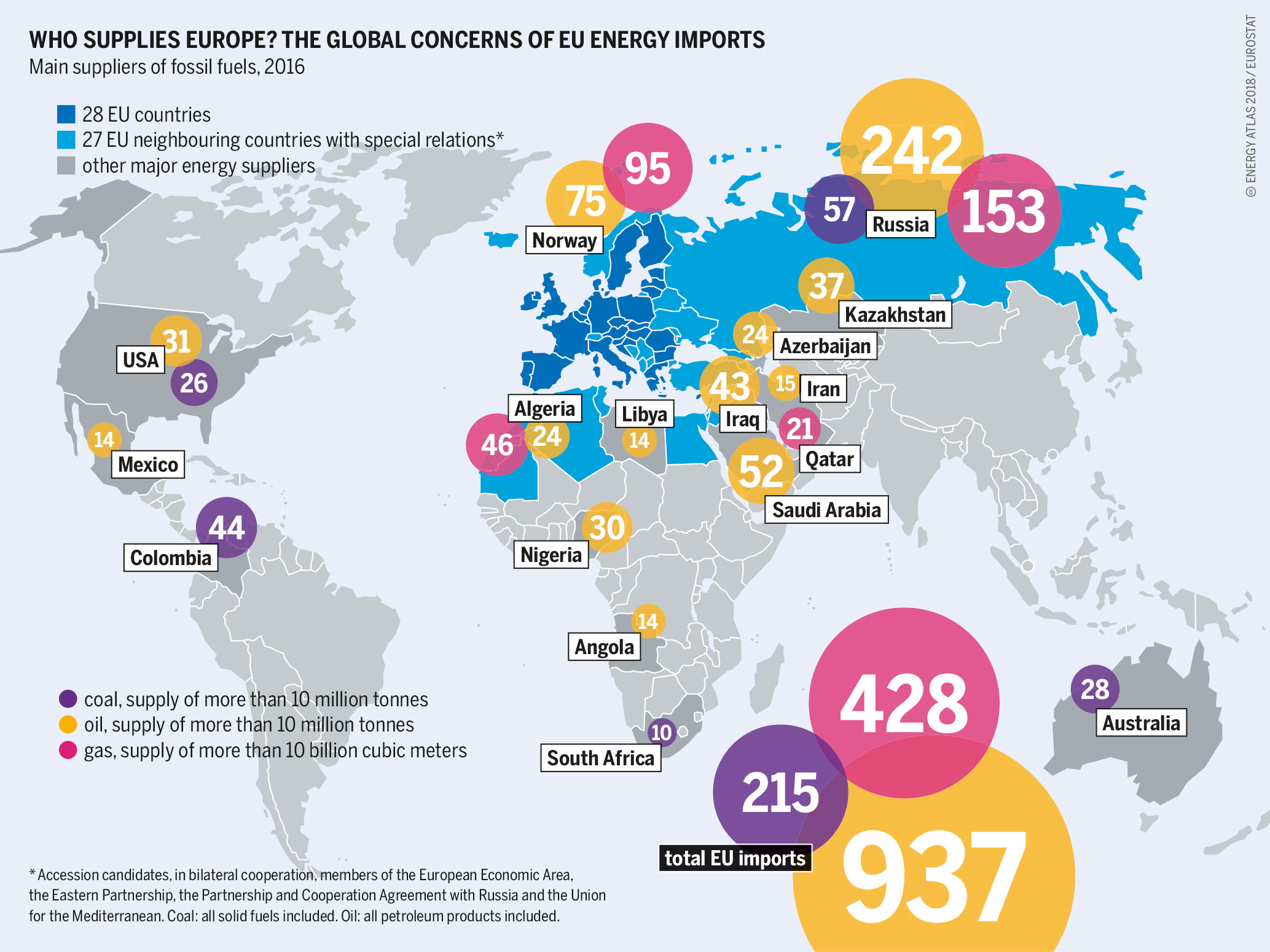
من يمّد أوروبا بالطاقة؟ الاهتمامات العالمية لواردات الاتحاد الأوروبي من الطاقة

لقد حُدد الاعتماد على الطاقة بوصفه واحداً من مجموعة عوامل (تنويع مصادر الطاقة، وتنويع موردي الطاقة، وقابلية تبديل مصادر الطاقة، ونقل الطاقة، وسيولة السوق، وموارد الطاقة، والاستقرار السياسي، وكثافة الطاقة، والناتج المحلي الإجمالي) التي تسهم بشكل سلبي في أمن الطاقة.
وبشكل عام، يرتبط المستوى الأعلى من الاعتماد على الطاقة بمخاطر أعلى، بسبب التدخل المحتمل مع لوائح التجارة، والنزاعات المسلحة الدولية، والهجمات الإرهابية، وما إلى ذلك.
يشير الاعتماد على الطاقة، بشكل عام، إلى الاعتماد العام للبشرية على الطاقة الأولية أو الثانوية لاستهلاك الطاقة(الوقود، النقل، الأتمتة، إلخ). بمعنى أضيق، قد يصف اعتماد بلد ما على موارد الطاقة من بلد آخر.
يمثل مؤشر استقلالية الطاقة مدى اعتماد الاقتصادات على الواردات لتلبية احتياجاتها من الطاقة. يُحسب هذا المؤشر عن طريق قسمة صافي الواردات على مجموع الاستهلاك الإجمالي للطاقة الداخلية وخزانات النفط.
- يوروستات

## تقنيات استقلالية الطاقة

### طاقة متجددة
وجدت دراسة أن الانتقال من الوقود الأحفوري إلى أنظمة الطاقة المتجددة يقلل من مخاطر التعدين والتجارة والاعتماد السياسي لأن أنظمة الطاقة المتجددة لا تحتاج إلى الوقود، إذ هي تعتمد على التجارة فقط لاقتناء المواد والمكونات أثناء البناء. لقد وُجدت الطاقة المتجددة لتكون وسيلة فعالة لضمان استقلالية الطاقة والأمن، بالإضافة إلى أنها تدعم الانتقال إلى اقتصاد ومجتمع منخفض الكربون. وطرق إدارة تنوع الطاقة المتجددة - مثل القليل من الطاقة الشمسية في الأيام الملبدة بالغيوم - تشمل المولدات القابلة للتمدد والشبكات الذكية
. كما يمكن استخدام الطاقة الحيوية والطاقة الهيدروجينية لمثل هذه الأغراض مع خيارات التخزين مثل البطاريات.

### الطاقة النووية
تجري العديد من البلدان برامج بحث وتطوير مكثفة حول مصادر الطاقة المتجددة، مثل الطاقة الشمسية وطاقة الرياح والمياه والطاقة النووية، على أمل تحقيق الاستقلال في مجال الطاقة. ومع ذلك، ونظرًا لأنه لا يمكن دائمًا استمداد الطاقة الشمسية وطاقة الرياح والمياه كمصدر للطاقة، يُنظر إلى الطاقة النووية على أنها بديل شبه عالمي يتسم بالكفاءة والأمان ويكافح أزمة المناخ.
وفي إطار الفكرة المتصورة القائلة بأن التوسع في محطات الطاقة النووية والاستثمار فيها هو خطوة مهمة لتحقيق هدف تحقيق الاستقلال في مجال الطاقة، تدعم العديد من البلدان والشركات جهود أبحاث الطاقة النووية.
فالمفاعل النووي الحراري التجريبي الدولي الموجود في فرنسا، هو مفاعل اندماج نووي تجريبي توكاماك بالتعاون بين 35 دولة مختلفة. وأطلق هذا المشروع في عام 2007 ولا يزال قيد الإنشاء حتى اليوم.
في عام 2020، منحت وزارة الطاقة الأمريكية 160 مليون دولار كتمويل أولي لشركة تيراباور وإكس إننرجي لبناء مفاعلات نووية متطورة يمكن تشييدها وتشغيلها بأسعار معقولة، ومن المتوقع أن تبدأ كلتا الشركتين بالإنتاج في غضون 7 سنوات.
في نفس المنوال، ثمة العديد من الشركات والمؤسسات الأخرى في جميع أنحاء العالم المشهورة بسبب ابتكاراتها في مجال الطاقة النووية وجهودها البحثية. فشركة نظم الانصهار المشتركة، التي تأسست في عام 2018، يتركز على تطوير الانصهار النووي. وفي عام 2020، أطلق مركز تأثير الطاقة الأمريكي مشروع أوبن 10، وهو أول مخطط مفتوح المصدر في العالم لتصميم وبناء وتمويل محطات الطاقة النووية. وجنرال فيوجن هي شركة كندية تطوّر حاليًا جهاز طاقة اندماج، يعتمد على اندماج هدف ممغنط. تهدف شركة طاقة فيلب إلى التعامل مه مستقبل الطاقة النووية من خلال البحث وتطوير مفاعل فلوريد الثوريوم السائل (LFTR).
وبالإضافة إلى ذلك، يُعد التخزين الآمن والفعال من حيث التكلفة للنفايات النووية في المصنع التجريبي لعزل النفايات والنسخة الكاملة من هذ
ا التخزين تحت الأرض في نيو مكسيكو أمرًا مهمًا لدورة الوقود النووي.

## أمثلة عالمية
تحاول الدول الكبيرةأو الغنية بالموارد والقوية اقتصاديًا الوصول إلى استقلالية الطاقة، مثل الولايات المتحدة، روسيا، الصين والشرق الأدنى والشرق الأوسط، لكنها حالياً مجاولة مثالية يصعب تحقيقها إلا باستخدام غير مستدام لموارد الدولة الطبيعية (غير المتجددة).
وثمة عامل آخر في محاولة تقليل الاعتماد، وهو إضافة مصادر الطاقة المتجددة إلى مزيج الطاقة. إذ عادة يعتمد بلد ما على مصادر الطاقة المتجددة وغير المتجددة المحلية والعالمية، وهو حل نموذجي مختلط يفترض مصادر الطاقة المختلفة وأنماط نقل الطاقة بين البلدان مثل نقل الطاقة الكهربائية ونقل النفط ( أنابيب النفط والغاز والناقلات )، إلخ. ويعد الاعتماد الأوروبي على الطاقة الروسية مثالًا جيدًا، لأن روسيا هي المورد الرئيسي لأوروبا للفحم الصلب والنفط الخام والغاز الطبيعي. وحروب النفط في وبين الشرق الأوسط وروسيا والولايات المتحدة، والتي جعلت الأسواق غير متوقعة ومتقلبة، هي أيضًا مثال واضح على سبب اقتراح دعاة وخبراء الطاقة أن تستثمر البلدان في استقلال الطاقة، حيث يعرّض الاعتماد الدولي لموارد الطاقة البلدان إلى الضعف في كل جانب من جوانب الحياة، حين تعتمد البلدان على الطاقة في الغذاء والبنية التحتية والأمن والنقل وغير ذلك.
في مناظرة الاستقلال الاسكتلندي، يعتبر استقلالية الطاقة حجة رئيسية لصالح الخروج الاسكتلندي. فمنذ اكتشاف حقول نفط كبيرة، استخدم مؤيدو الاستقلال شعار "إنه نفط اسكتلندا" في الحملات. إذ يشكل إنتاج النفط والغاز في اسكتلندا 82٪ من النفط والغاز في المملكة المتحدة.
 وبناءً على ذلك، ستتبع الاستقلالية الاقتصادية والسياسية اتفاقيات طاقة عالية المخاطر، حيث يجادل البعض بأن القوة المالية ستكون في يد اسكتلندا. ومن المفترض أن يعيد الاستقلال السياسي القرارات المتعلقة بمستقبل الطاقة إلى الشعب الاسكتلندي، الذين من المرجح أن يصوتوا لصالح الطاقة المتجددة على الأراضي الاسكتلندية. لذلك، فإن الاعتماد الأقل على إمدادات الغاز الدولية، والتركيز على الطاقة المحلية ذات الانبعاثات المنخفضة هو مبدأ رئيسي في برنامج "بناء اسكتلندا.

### المفاهيم ذات الصلة
- مرونة الطاقة
- أمن الطاقة
- تطوير الطاقة
- كفاءة استخدام الطاقة

### الجهود الوطنية
- جعل السويد مجتمعًا خالٍ من النفط
- استقلال الولايات المتحدة في مجال الطاقة
- سياسة الطاقة في تركيا
- برنامج الطاقة النووية الهندي ذي المراحل الثلاث
- التخلص التدريجي من مركبات الوقود الأحفوري

## أنظر أيضا
- معاهدة ميثاق الطاقة